# Pietra focaia

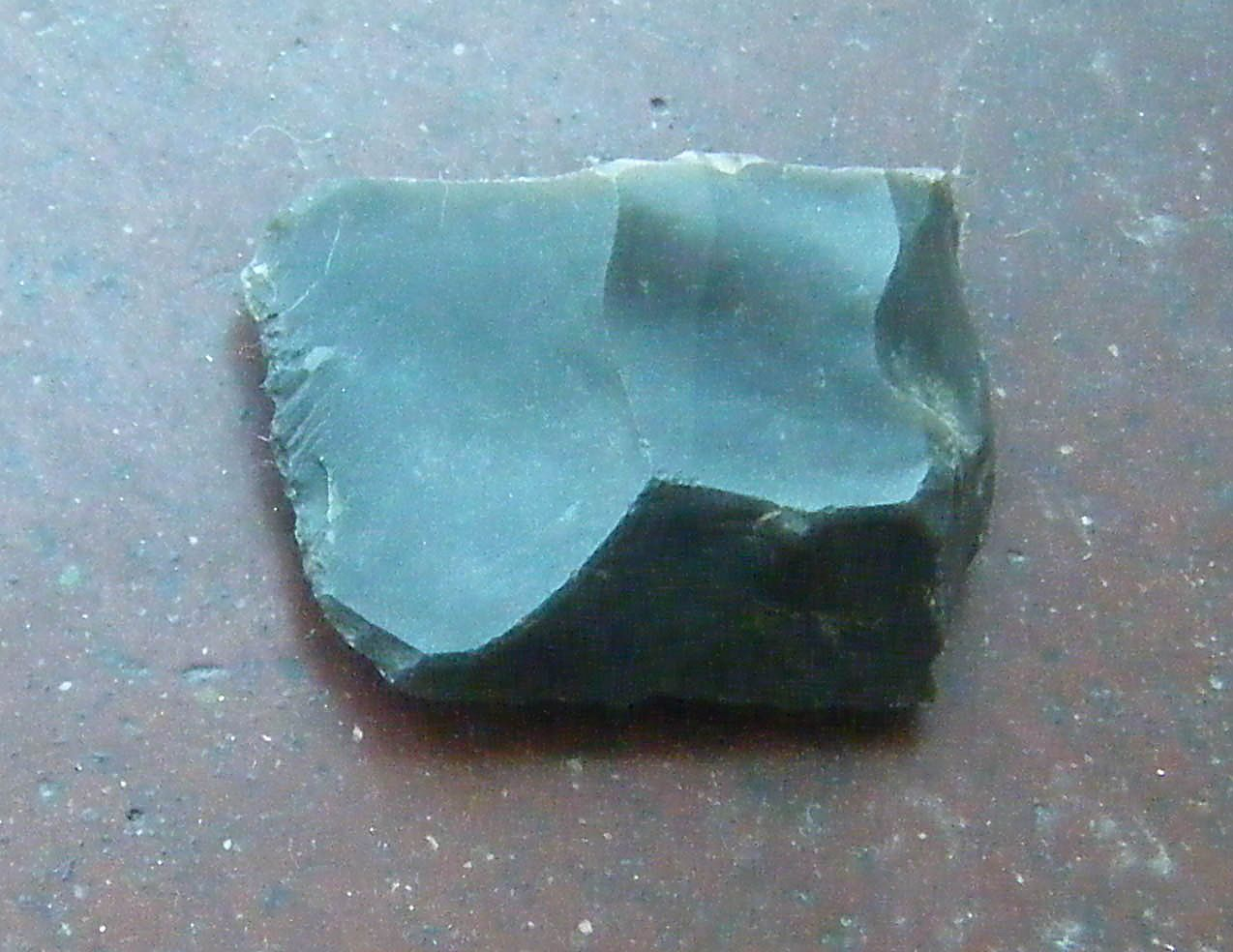
Pezzo di selce sagomato per l'uso sulle armi da fuoco: la parte a destra è quella che veniva stretta tra le ganasce del cane. Quella a sinistra (più scheggiata) era quella destinata a battere sulla martellina

Con il termine pietra focaia si intende un tipo particolare di pietra adoperata per produrre le scintille necessarie ad accendere un'esca o la polvere da sparo nelle armi da fuoco portatili, a ruota ed acciarino. Dal XIV secolo essa sostituì il sistema a serpentino e miccia.

## Proprietà

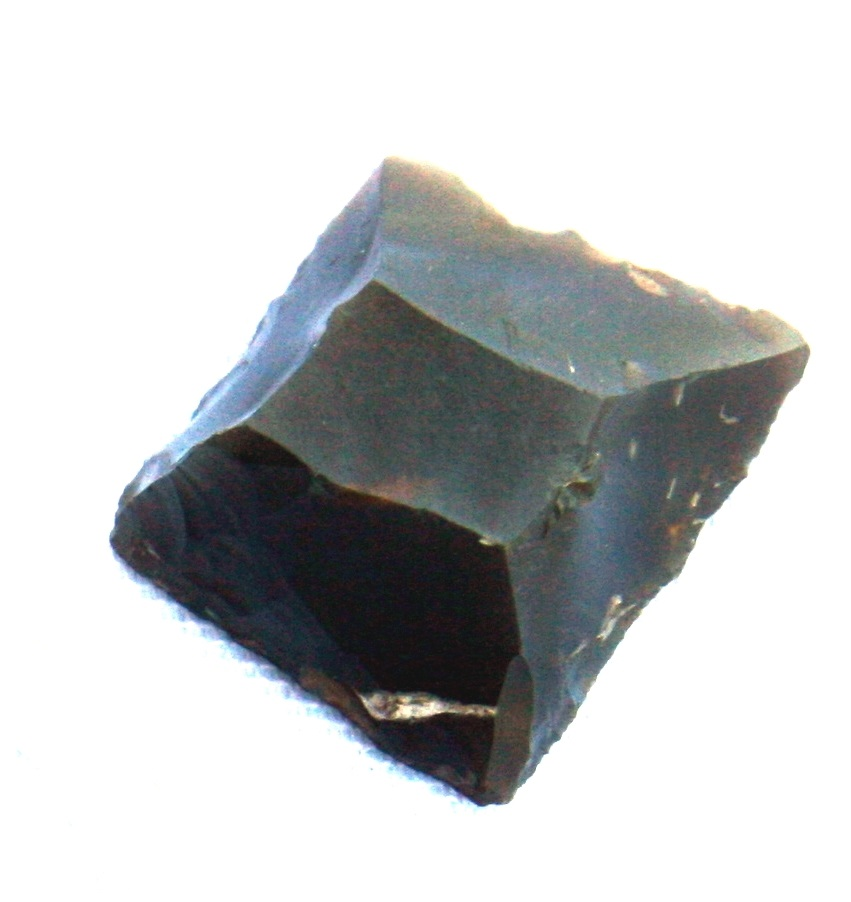
Esempio di pietra focaia in selce

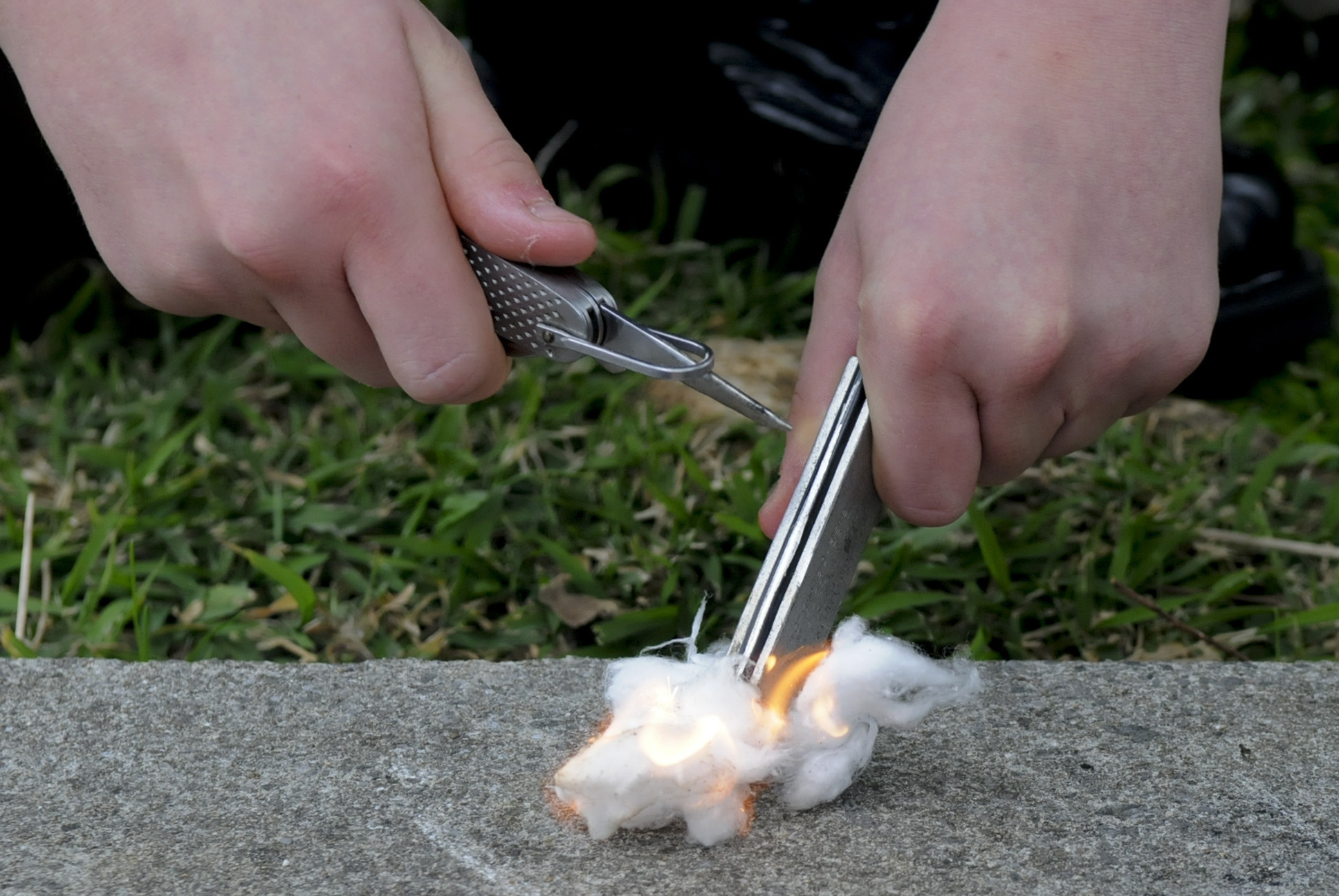
Accensione di un fuoco con l'ausilio di un acciarino d'acciaio e di una pietra focaia

La pietra focaia più usata era la pirite propriamente detta, e cioè bisolfuro di ferro monometrico (FeS2). Tale pietra è chiamata focaia perché se vivamente sfregata con l'acciarino produce  scintille che possono incendiare un'esca o la polvere da sparo.
È di colore e splendore simile a quello dell'oro, dura e non soggetta a decomporsi in scaglie come altri minerali dalle caratteristiche analoghe.
Fu successivamente sostituita dalla selce che, pur avendo i difetti di dover essere opportunamente sagomata (tanto che esistevano artigiani in questo specializzati) e di spezzarsi più facilmente, produceva le scintille in un tempo minore aumentando la velocità di sparo e la facilità di colpire bersagli in movimento (era più breve infatti il tempo intercorrente tra la trazione del grilletto e la partenza del colpo).
La pietra focaia rimase in uso fino a quasi tutta la prima metà del XIX secolo.

### Storia

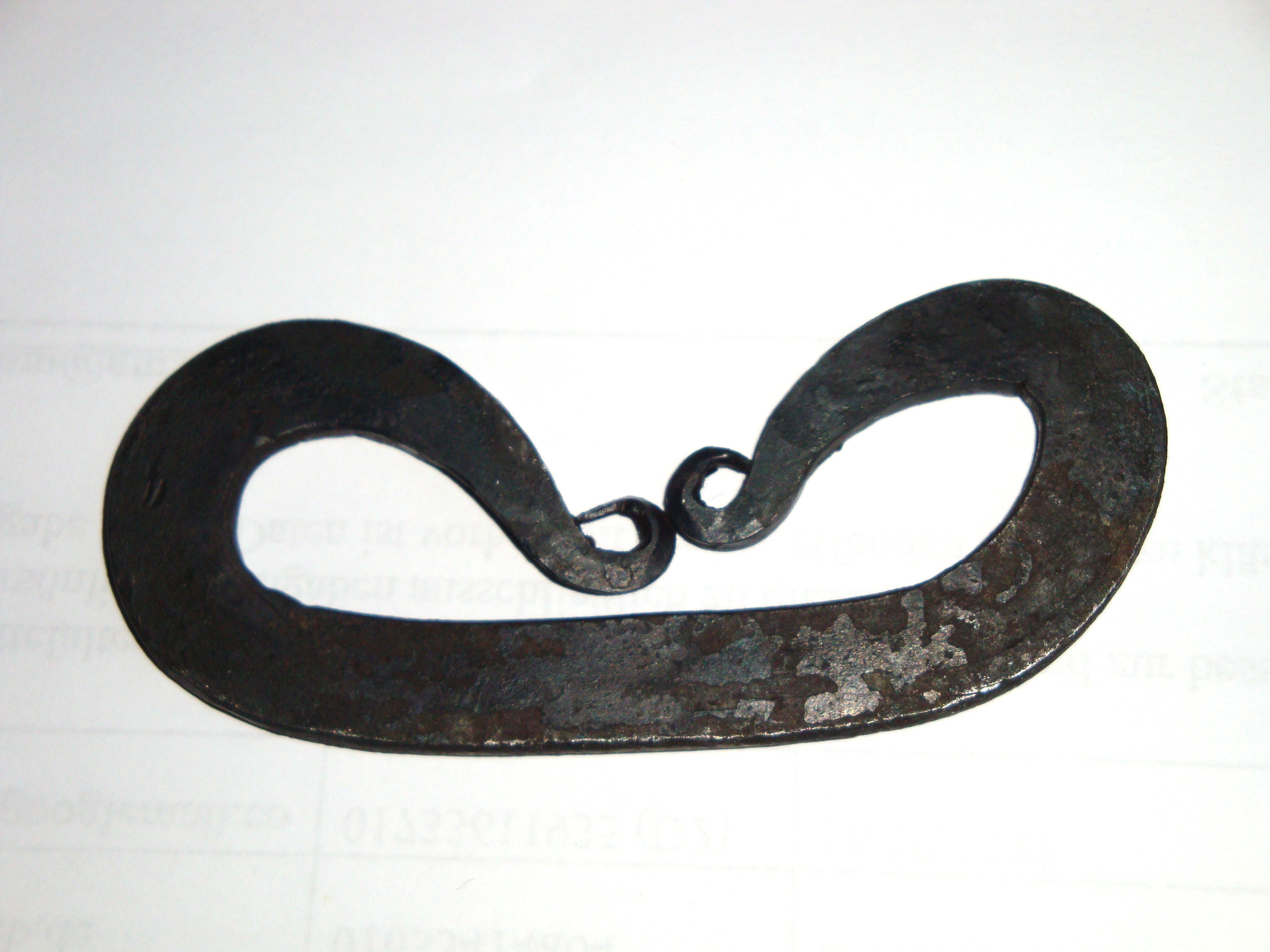
Focile d'acciaio a forma di B, ricorrente in araldica, che strofinato con la pietra diventava in grado di produrre scintille

L'utilizzo di pietre focaie, quali calcedonio, pirite, o agata, come strumenti per accendere il fuoco, risale agli antichi Romani e forse anche a prima di loro. Plinio il Vecchio ne attribuisce la scoperta a un certo Pyrodes di Cilicia.
Per produrre le scintille, la pietra focaia andava percossa con un acciarino in metallo, che nel Medioevo era detto focile.

Stemma araldico dei Gonzaga di Mantova, che riproduce quattro simboli di focile in basso a destra

Per la sua capacità di produrre scintille da una pietra inerte, e quindi in un certo senso di liberarne lo spirito in essa contenuto, che era possibile poi diffondere nel mondo, al focile e alla pietra focaia erano attribuite proprietà magiche e alchemiche. La pietra poteva così essere assimilata anche alla pietra filosofale: 
(Benjamin Seiler, Könner der hermetischen Kunst, pag. 3 e segg., in "ZeitenSchrift", n. 19, 1998)